# Cencreis
D'acord amb la mitologia grega, Cencreis (en grec antic: Κεγχρηίς) va ser la muller de Cínires, rei de Xipre, i mare de Mirra.
Cencreis es va casar amb el rei de Xipre i van tenir una filla, Mirra, una noia molt bonica. Però Cencreis va presumir de la bellesa de la seva filla i deia que era més bella que la deessa Afrodita. La deessa, ofesa, no va tolerar la comparació i va preparar una venjança terrible. Va incitar a Mirra un amor salvatge pel seu pare. La seva mainadera en va evitar el suïcidi.
Segons Les Metamorfosis d'Ovidi, Mirra, amb l'ajuda de la mainadera, va ser l'amant del seu pare, i quan ell la va descobrir, la va voler matar. Mirra va fugir cap als boscos quan va veure el seu embaràs. Els déus la van convertir en un arbre que plora constantment, l'arbre de la mirra. Mentre es transformava va donar a llum a Adonis.